# Я — бог
«Я — бог» (там. நான் கடவுள், англ. Naan Kadavul) — фильм индийского режиссёра Бала, снятый в 2009 году по книге тамильского писателя Джейямохана.

## Сюжет
В северо-индийский город Варанаси приезжает торговец из Тамил-Наду. Много лет назад из-за рекомендаций астрологов он оставил в одном из ашрамов города своего сына. Теперь мучимый совестью торговец пытается исправить ситуацию, однако выясняется, что молодой человек стал агхори — аскетом, для которого семья ничего не значит. Гуру разрешает юноше посетить родные края, но только для того, чтобы точно познать, что больше его эти земные пути не связывают. Впрочем, экстремальные аскетические практики не предполагают, что агхори совсем не интересуется земной жизнью. Наделённой божественной мощью, он обязан способствовать торжеству справедливости.
В тамильском городе действует банда Тхандавана, главарь которой заставляет калек попрошайничать, а затем отбирает у них всё подаяние. Однажды его подручные силой приводят в разбойничий вертеп слепую девушку, наделённую прекрасным вокальным даром. Её заставляют работать с другими калеками. Бесконечные унижения и истязания обездоленных людей продолжаются вплоть до того момента, когда Тхандаван со своими прихвостнями попадают в поле зрения агхори, который жёстко расправляется с ними. Обесчещенная девушка просит аскета о последней милости — уйти из жизни и одновременно быть избавленной от груза кармы. Агхори предоставляет ей эту возможность, после чего возвращается к гуру.

## В ролях
| Актёр           | Роль                       |
| --------------- | -------------------------- |
| Арья            | Рудран, агхори             |
| Пуджа Умашанкар | Хамсавалли, слепая девушка |
| Раджендран      | Тхандаван                  |
| Кришнамурти     | Муруган                    |
| Сингампули      | нищий                      |

## Производство
Бала начал работать над сценарием для фильма после выхода «Сына Бога» в 2003 году.
В апреле 2006 года Бала объявил о технической команде фильма, в которую вошли кинооператор Артур А. Уилсон, художник-постановщик П. Кришнамурти и композитор Илайяраджа. Подготовка к съёмкам началась в начале 2006 года, когда помощники Балы стали искать идеальные места для съемок в городе Варанаси.

## Саундтрек
Вся музыка написана Илаяраджей.
| №  | Название              | Исполнители       | Длительность |
| -- | --------------------- | ----------------- | ------------ |
| 1. | «Maa Ganga»           | Кунал Ганджавала  | 3:25         |
| 2. | «Om Sivoham»          | Виджай Пракаш     | 6:08         |
| 3. | «Kannil paarvai»      | ШреяГхошал        | 4:53         |
| 4. | «Matha un kovilil»    | Шриматхумита      | 0:42         |
| 5. | «Amma un pillai naan» | Садхана Саргам    | 5:04         |
| 6. | «Oru kaatril alaiyum» | Илаяраджа         | 4:52         |
| 7. | «Pitchai paathiram»   | Мадху Балакришнан | 5:07         |

Рецензии на музыкальный альбом к фильму оценили его на 3 звезды из 5, назвав «изысканным и без излишеств» и «затрагивающим глубочайшие чувства».

## Награды
| Награда                              | Категория                             | Номинированный   | Итог      | Ссылки      |
| ------------------------------------ | ------------------------------------- | ---------------- | --------- | ----------- |
| 56-я Национальная кинопремия (Индия) | лучший режиссёр                       | Бала             | Победа    | [ 4 ]       |
| 56-я Национальная кинопремия (Индия) | лучший грим                           | У. К. Саси       | Победа    | [ 4 ]       |
| 57-я Filmfare Awards South           | лучший тамильский фильм               | К. С. Шринивасан | Номинация | [ 5 ] [ 6 ] |
| 57-я Filmfare Awards South           | лучший тамильский режиссёр            | Бала             | Номинация | [ 5 ] [ 6 ] |
| 57-я Filmfare Awards South           | лучший тамильский актёр               | Арья             | Номинация | [ 5 ] [ 6 ] |
| 57-я Filmfare Awards South           | лучшая тамильская актриса             | Пуджа            | Победа    | [ 5 ] [ 6 ] |
| 57-я Filmfare Awards South           | лучший тамильский актёр второго плана | Раджендран       | Номинация | [ 5 ] [ 6 ] |
| 57-я Filmfare Awards South           | лучший тамильский композитор          | Илайяраджа       | Номинация | [ 5 ] [ 6 ] |
| Кинопремия штата Тамил Наду          | лучший характерная актриса            | Пуджа            | Победа    | [ 7 ]       |
| Кинопремия штата Тамил Наду          | лучший злодей                         | Раджендран       | Победа    | [ 7 ]       |
| Кинопремия штата Тамил Наду          | лучший оператор                       | Артур Уилсон     | Победа    | [ 7 ]       |
| Премия Виджай                        | лучший режиссёр                       | Бала             | Победа    | [ 8 ]       |
| Премия Виджай                        | лучшая актриса                        | Пуджа            | Победа    | [ 8 ]       |
| Премия Виджай                        | лучший злодей                         | Раджендран       | Победа    | [ 8 ]       |
| Премия Виджай                        | лучший грим                           | У. К. Саси       | Победа    | [ 8 ]       |